# ريناتو مارتن
ريناتو مارتن (بالإيطالية: Renato Martin)‏ هو سياسي إيطالي، ولد في 1963. حزبياً، نشط في فورزا إيطاليا.